# Rlila
 (signalé en mai 2025).
Si vous disposez d'ouvrages ou d'articles de référence ou si vous connaissez des sites web de qualité traitant du thème abordé ici, merci de compléter l'article en donnant les références utiles à sa vérifiabilité et en les liant à la section « Notes et références ».
- Archive Wikiwix
- Bing
- Cairn
- DuckDuckGo
- E. Universalis
- Gallica
- Google
- G. Books
- G. News
- G. Scholar
- Persée
- Qwant
- (zh) Baidu
- (ru) Yandex
- (wd) trouver des œuvres sur Wikidata

La rlila est une soupe traditionnelle algérienne à base de légumes frais et de boulgour.

## Description
Les légumes de la soupe sont d'abord cuits dans un bouillon parfumé aux épices, puis ils en sont retirés et mixés. On y ajoute ensuite des morceaux de viande et le boulgour. La soupe est parfumée au jus de citron ou aux feuilles de coriandre.